# Gobierno yugoslavo en el exilio

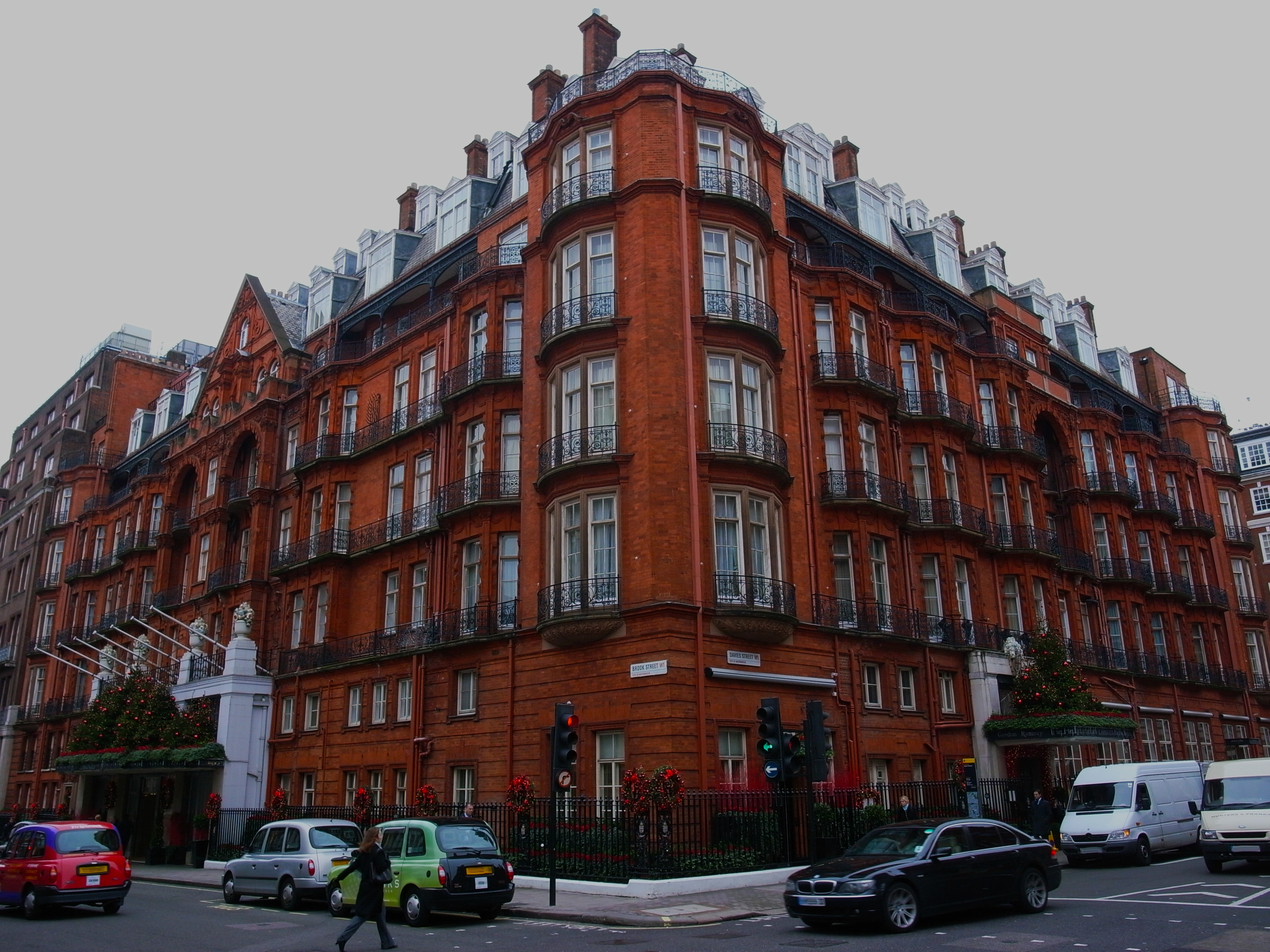
Vista del hotel Claridge's de Londres, lugar donde se asentó el gobierno yugoslavo en el exilio durante la Segunda Guerra Mundial

El Gobierno del Reino de Yugoslavia partió al exilio a mediados de abril de 1941, cuando quedó clara la victoria de Alemania y de sus aliados del Eje en su campaña de castigo. El Gobierno acabó por instalarse en Londres y trató de representar al país —en la práctica desmembrado e inmerso en una guerra civil paralela a la guerra mundial— ante los Aliados. Víctima de sus disputas internas y de su incapacidad para controlar los acontecimientos en Yugoslavia, fue finalmente forzado a alcanzar un acuerdo en desventaja con Tito que supuso su desaparición. Fue sustituido por un Gobierno de coalición controlado en la práctica por los comunistas yugoslavos.
Después del golpe de Estado que anuló en la práctica la adhesión de Yugoslavia al Pacto Tripartito, el nuevo Gobierno trató en vano de apaciguar a Hitler, que decidió el mismo día del golpe atacar el país. El 6 de abril, tras arduos preparativos y sin declaración de guerra, los alemanes bombardearon Belgrado y dieron comienzo a una campaña relámpago en la que forzaron la rendición yugoslava en doce días, con ayuda de sus aliados. Poco antes de la capitulación, el rey Pedro y el Gobierno del general Dušan Simović habían abandonado el país y se habían trasladado a Londres a través de Grecia y Palestina para continuar la resistencia contra los ocupantes como uno más de los Gobiernos Aliados instalados en la capital británica.
El Gobierno exiliado tuvo escaso éxito en sus actividades. Su historia se divide en cuatro etapas: la del Gobierno de unidad de Simović surgido del golpe de Estado y respaldado por la mayoría de los oficiales que habían logrado salir de Yugoslavia, que duró hasta enero de 1942; la de los gabinetes del profesor Slobodan Jovanović y Miloš Trifunović hasta agosto de 1943, que conservó a las principales figuras políticas del Consejo de Ministros anterior y añadió a su principal figura, el general Draža Mihajlović (ministro de Defensa); la del Gobierno tecnocrático del diplomático Božidar Purić hasta junio de 1944 y la del último gabinete de Ivan Šubašić, nuevamente formado por políticos pero sin representantes serbios y ya sin Mihajlović, y creado con el propósito de alcanzar un acuerdo de gobierno con Tito, que se disolvió el 7 de marzo de 1945. La composición de los sucesivos gabinetes, con dos ministros por partido habitualmente, permitió a los serbios del antiguo reino controlarlos, aunque el poder real del Gobierno en exilio fue escaso.
El fracaso del Gobierno en el exilio se debió a diversas causas: sus miembros eran en general políticos con más experiencia en la oposición que en el Gobierno, el país carecía de una larga trayectoria de democracia parlamentaria y se encontraba dividido por diversos nacionalismos, el Gobierno no contaba con un programa claro para la posguerra más allá de una vuelta a la situación de entreguerras y se mostró incapaz de mostrar unidad y dirigir el país desde el extranjero. Su cercanía a los británicos, la menor de las tres potencias Aliadas y cada vez más incapaz de imponer sus posiciones, la robusta posición de los comunistas yugoslavos —bien organizados y dirigidos, con una propaganda eficaz y con el creciente apoyo del Ejército soviético— y los deseos de cambio de parte de la población menguaron las posibilidades de éxito de los exiliados.

## Antecedentes

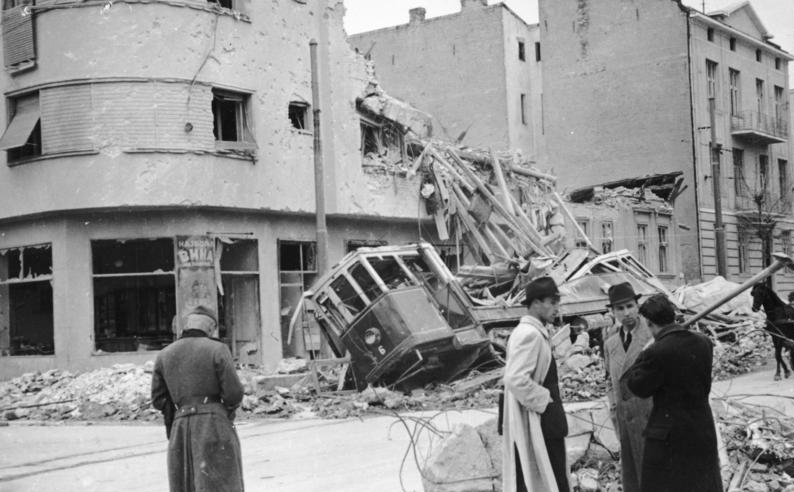
Vista de Belgrado tras el bombardeo alemán de la ciudad del 6 al. Varios miembros del Gobierno se contaban entre las 17 000 víctimas.

Ante el deterioro de la situación internacional, Vladko Maček —dirigente del Partido Campesino Croata, principal partido opositor— y el regente Pablo Karađorđević habían alcanzado un acuerdo (el Sporazum) que debía poner fin a las disputas nacionalistas y fortalecer el gobierno. El acuerdo preveía la creación de una nueva banovina (provincia) croata con un Gobierno autónomo, la disolución de las Cortes del régimen y la celebración de nuevas elecciones libres. Aunque la disolución de Parlamento se efectuó, nunca se llegaron a celebrar las prometidas elecciones y el acuerdo se realizó basándose en los poderes de la Corona según la Constitución promulgada por la dictadura real en 1931. El acuerdo no satisfizo completamente las aspiraciones de los nacionalistas croatas e indispuso también a los partidos serbios, que se creían discriminados por las condiciones obtenidas por los croatas.
Los británicos habían insinuado su apoyo a un futuro cambio fronterizo a favor de Yugoslavia a costa de Italia en la futura conferencia de paz una vez terminada la guerra para tratar de evitar una alianza más estrecha entre alemanes y yugoslavos, pero no lograron detener el proceso de acercamiento entre los dos países. Aun así, en la primavera de 1939 los yugoslavos transfirieron gran parte de sus reservas de oro a Gran Bretaña y los Estados Unidos, en contra de su neutralidad y para disgusto de Berlín.
Tras la firma del Pacto Tripartito por el Gobierno el 25 de marzo de 1941 en Viena, un golpe de Estado prácticamente incruento dirigido por algunos oficiales de la fuerza aérea derrocó al Gobierno, exilió al regente y proclamó apresuradamente la mayoría de edad del rey Pedro II, seis meses antes de su decimoctavo cumpleaños.

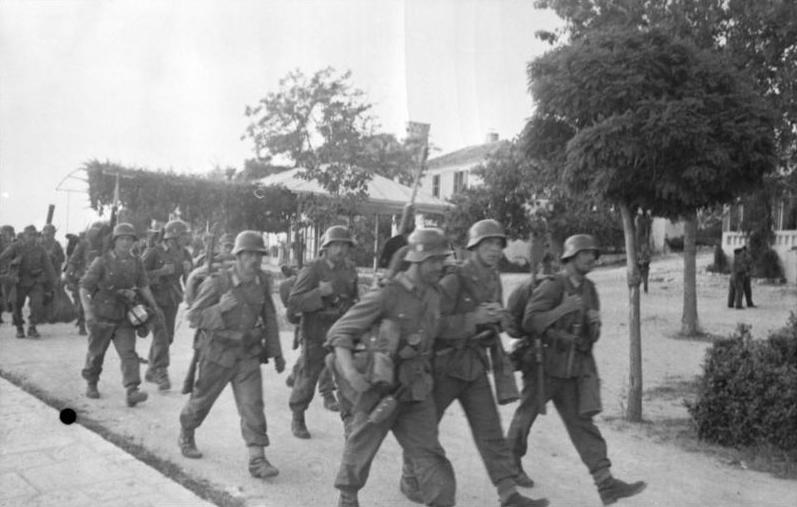
Tropas alemanas en Yugoslavia. El Ejército yugoslavo se hundió en pocos días, a pesar de su fama.

Maček, receloso sobre los motivos del golpe que creía hostil al Sporazum, acabó ingresando en el nuevo Gobierno del general Dušan Simović con condiciones. Se estableció un amplio Gobierno de veintidós miembros, que incluía a la práctica totalidad de los partidos no extremistas yugoslavos. Ante la variedad de posturas políticas, el nuevo gabinete no pudo tratar temas espinosos que hubiesen podido disolverlo por disputas entre los distintos partidos. La amplitud del Gobierno se debía al intento de dar un carácter representativo al mismo, dada la ausencia de un Parlamento electo. Esta variedad de formaciones, sin embargo, impedía acordar un programa común. El nuevo gabinete no tuvo tiempo tampoco de modificar las leyes existentes y hubo de basar sus acciones en la Constitución de 1931, aprobada durante la dictadura, que lo hacía responsable no ante el Parlamento, sino ante el rey, que se convertía así en una poderosa figura en asuntos de Gobierno.
Simović trató de calmar la furia de Hitler afirmando su intención de respetar todos los compromisos suscritos por Yugoslavia antes del golpe, incluyendo el Pacto Tripartito. El dictador alemán, despreciando las garantías del nuevo Gobierno, claramente favorable a los Aliados, ordenó inmediatamente la invasión de Yugoslavia.
El 6 de abril, la Wehrmacht comenzaba la invasión mientras la fuerza aérea alemana destruía Belgrado. El Ejército yugoslavo, con dos millones de soldados y fama de eficaz, fue derrotado rápidamente: el 10 de abril se proclamaba en Zagreb la independencia de un nuevo Estado croata, el 12, caía Belgrado y, el 17, los restos de las fuerzas armadas yugoslavas capitulaban.
El rey y los restos del Gobierno partieron al exilio entre el 14 y el 16 de abril, para disgusto de Churchill, que hubiese preferido la permanencia de ambos en el país para dirigir la resistencia al Eje. El Gobierno no había tenido tiempo de alcanzar un acuerdo sobre futuras políticas, habiéndose centrado simplemente en intentar evitar la invasión. Esta falta de consenso entre las partes que lo formaban fue acentuándose con el tiempo y debilitó su posición en el exilio.
A su llegada a Atenas el 16 de abril, el Gobierno reiteró su intención de continuar luchando contra Alemania y sus aliados. El 4 de mayo, al llegar a Jerusalén, el Gobierno publicó una declaración en la que afirmaba su compromiso con el Sporazum, como medida para calmar la susceptibilidad croata. De los veintidós ministros originales, dos habían muerto y habían sido sustituidos y cinco habían decidido permanecer en Yugoslavia. El frágil equilibrio entre comunidades había comenzado a quebrarse: el principal representante croata, Maček, había decidido permanecer en Croacia y envió en su lugar al secretario del partido, el extremista Juraj Krnjević; el esloveno Franc Kulovec había fallecido en los bombardeos de Belgrado y el dirigente de la JMO Džafer-beg Kulenović se había pasado al enemigo, convirtiéndose en vice primer ministro de Ante Pavelić.

## Establecimiento en Londres

### El Gobierno de Simović

Yugoslavia desmembrada. La división teórica del país ocultaba en realidad una guerra civil de múltiples frentes y alianzas cambiantes. La lucha contra el Eje era únicamente una de las contiendas que se libraban, mientras fuerzas de las distintas comunidades combatían entre sí y contra las unidades controladas por los comunistas.

El rey y los principales ministros de su Gobierno llegaron a Londres el 21 de junio de 1941, donde se les recibió como héroes. El público británico los acogió con gratitud, viendo en ellos los artífices de un sacrificio en favor de la causa Aliada. El ministro de Exteriores Momčilo Ninčić trató desde el comienzo de mejorar las relaciones con las tres principales naciones Aliadas, especialmente con los Estados Unidos, donde parecía existir una gran simpatía hacia los yugoslavos. En septiembre llegaron a la capital británica el resto de ministros que no se habían trasladado con el monarca en junio.
Pronto, sin embargo, Simović demostró su incompetencia política. Desconfiando de los políticos de carrera, trató de utilizar su popularidad adquirida en el golpe de Estado para formar un Gobierno revolucionario alrededor de su persona elegido por él mismo que durase toda la contienda. Nada más llegar a Londres, trató de reorganizar el Gobierno a su medida, quedándose con las carteras ministeriales principales y reduciendo el número de ministros. Ninčić y los ministros serbios criticaron el autoritarismo de Simović, que comenzó por tratar de apoyarse en los croatas y eslovenos para pasar luego a criticar a los croatas. Los políticos, a pesar de sus diferencias, acabaron por unirse contra él. No obstante, dada su popularidad en el momento, decidieron no exigir aún su destitución al rey. Simović contaba además con el apoyo mayoritario de los oficiales que habían emigrado tras la invasión del Eje. Por su parte, los organismos británicos con mayor contacto con los yugoslavos apreciaron pronto la debilidad del gabinete y sus divergencias internas. Ya a comienzos del otoño, los británicos mostraban desilusión por el desempeño del Gobierno yugoslavo, que percibían como «débil, dividido, complicado, ignorante, obstinado, orgulloso e intransigente».

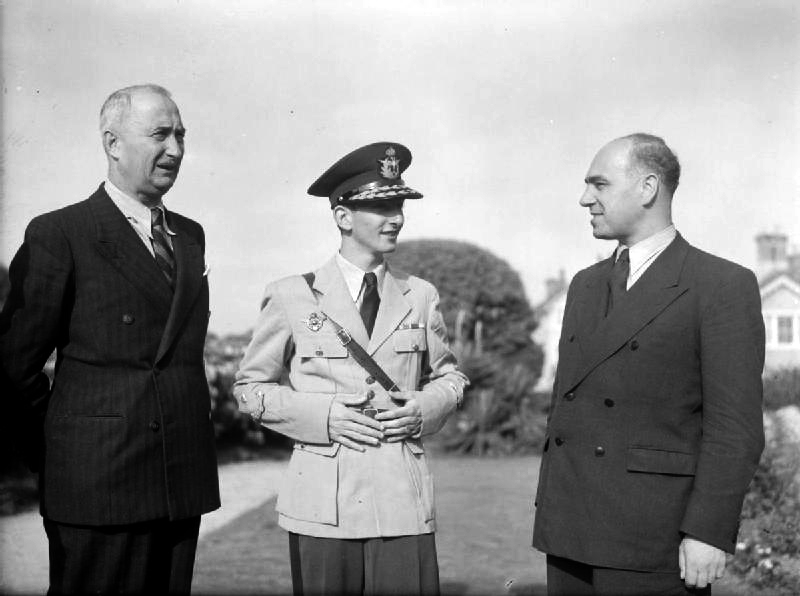
Llegada del primer ministro Dušan Simović (izquierda) y del joven rey Pedro II a Londres a finales de junio de 1941. El triunfal recibimiento dio pronto paso a la desilusión británica por las continuas disensiones y rencillas entre los exiliados.

Las noticias sobre el apoyo indirecto de Maček al nuevo Estado croata y el ingreso del ala más conservadora de su partido en el movimiento ustacha generaron inquietud en el Gobierno. Cuando se empezaron a conocer las matanzas del régimen croata contra la población serbia se produjo la primera crisis grave entre los miembros del ejecutivo. Krnjević, el principal representante croata, consideró al comienzo que se trataba de mera propaganda y más adelante expresó con dificultad su solidaridad con las víctimas, manteniendo todo el tiempo sus duras exigencias de garantías constitucionales para la autonomía croata, lo que creó malestar entre los ministros serbios. Tras las matanzas, estos se negaron a reiterar su apoyo al Sporazum, sospechando de la sincera adhesión a Yugoslavia de los representantes croatas. Por su parte, la intransigencia de Krnjević fue creciendo, considerándose a sí mismo una especie de representante plenipotenciario de la población croata y contribuyendo a la creciente parálisis gubernamental. La falta de confianza entre los ministros, su diversidad de opiniones y la rivalidad con Simović y los militares agravaban la situación del Consejo de Ministros.
Hasta octubre de 1941, el Gobierno yugoslavo no había obtenido noticias de la situación en los Balcanes. Su influencia sobre lo que sucedía en Yugoslavia era nula. En el verano, se comenzaron a recibir noticias dispersas sobre el movimiento de resistencia del coronel Mihailović y la propaganda británica y yugoslava se dieron prisa por convertirlo en una figura legendaria. Para los políticos, era el sustituto ideal de Simović: un héroe militar que no podía inmiscuirse en las tareas gubernamentales en Londres. Los oficiales opuestos a Simović y los políticos serbios se apresuraron a apoyar a Mihailović, lo que facilitó la caída del primer ministro. A finales de 1941, presentaron un escrito al rey en el que acusaban a Simović de incompetencia, dimitieron en bloque, y el monarca lo relevó el 10 de enero de 1942. Los políticos deseaban apartar a los militares del Gobierno y se mostraron dispuestos a formar un nuevo gabinete encabezado por el abogado constitucionalista e historiador serbio Slobodan Jovanović, hombre de prestigio. El gabinete de Simović se había mostrado muy desunido y los políticos se habían opuesto a Simović. Sin embargo, y pesar de su brillantez intelectual, Jovanović carecía de experiencia real en política, contaba ya con 73 años de edad y su personalidad no auguraba un gabinete fuerte.

### El Gobierno de Jovanović
El nuevo Gobierno nombró ministro de Defensa al general Dragoljub Mihajlović, que dirigía la resistencia monárquica en Yugoslavia, tanto para evitar la interferencia de militares en el Gobierno como para aprovechar el prestigio de la lucha de aquel en su favor ante los Aliados. El nombramiento también debía reforzar la posición de Mihailović en Yugoslavia y facilitarle que solicitase ayuda a los Aliados. Para aumentar su prestigio, fue rápidamente ascendido a general y jefe del Estado Mayor en junio. Esto no sirvió, sin embargo, para que el Eje, reconociera a las fuerzas de Mihailović como parte legítima del antiguo Ejército yugoslavo, pues sostenía que se había rendido en abril de 1941. El Gobierno unió así su destino a la fortuna militar de Mihailović. El Gobierno exiliado respaldó la actitud fundamentalmente pasiva de Mihailović, que deseaba esperar al debilitamiento del ocupante antes de adoptar una resistencia activa, en parte para evitar represalias contra la población civil; esto, no obstante, aumentaba el riesgo de que fuese la resistencia agrupada en torno a los comunistas y no la dirigida por Mihailović la que tomase las riendas del movimiento de resistencia al Eje. Los británicos orientaron su propaganda a favor del general, a pesar de que la situación en Yugoslavia difería de los artículos de la prensa británica. Para cuando se le nombró ministro, Mihailović carecía ya de tropas bajo su mando directo tras el aplastamiento de la rebelión en Serbia por los alemanes en la ofensiva del otoño, había fracasado en su intento de subordinar la resistencia a su persona y había perdido contacto con Londres. Jovanović y sus ministros no lograron, no obstante, que los Aliados, con escasos medios, enviasen ayuda material significativa a Mihailović.
El primer invierno en el exilio mostró las abundantes rencillas entre los yugoslavos: al tradicional enfrentamiento entre serbios y croatas se unió el de políticos y militares, el de los militares veteranos con los oficiales más jóvenes y las divisiones de los políticos serbios entre yugoslavistas y panserbios. Los conflictos internos parecían a ojos británicos tener más importancia para los exiliados que las cuestiones sobre la resistencia o la creciente guerra civil que se libraba en Yugoslavia. La principal división era la que separaba a los políticos serbios, que rechazaban lo que consideraban privilegios de los croatas y sospechaban que estos deseaban un Estado separado, de los croatas, que temían que los serbios aprovechasen las matanzas ustachas para mejorar su posición política en la posguerra.
El 10 de junio de 1942, el Gobierno nombró a Mihailović jefe del Estado Mayor y le ascendió, nombrándole comandante del ejército yugoslavo en el país, una manera de compensar las escasas fuerzas que combatían con los Aliados en Oriente Próximo. La cooperación entre Mihajlović y el Gobierno en Londres, sin embargo, no fue fácil, pues este dependía de los británicos para comunicarse con su ministro de Defensa y no contaba con medios alternativos y a salvo de la interferencia británica para contactarlo. Jovanović, no obstante, logró comunicar claramente sus órdenes a Mihajlović: evitar entrar en combate prematuramente, lo que podría aniquilar al movimiento y conllevar duras represalias contra la población civil; y concentrarse en reforzarlo, preparándolo para un levantamiento posterior en apoyo de un futuro desembarco Aliado. Sus acciones guerrilleras debían atraer al mayor número posible de tropas del Eje, sin por ello poner en peligro su movimiento o a los civiles. Debía además tratar de utilizar sus tropas en el NDH para proteger a la población serbia de las matanzas de los ustacha. Jovanović, consciente de las diferencias entre los partidarios de Mihajlović y los partisanos yugoslavos de Tito, trató de que llegasen a un acuerdo, quedando estos bajo el mando de Mihajlović. Al fracasar este plan, intentó al menos evitar los enfrentamientos entre ambas fuerzas y que se concentrasen en combatir al enemigo común. Sin ninguna influencia con los comunistas, Jovanović trató de recabar el apoyo de la Unión Soviética y de mostrarse conciliador con los partisanos hasta que estos comenzaron a finales de 1942 su campaña de propaganda contra Mihajlović. Ya en junio, los soviéticos habían acusado a Mihailović de colaborar con los italianos y con el Gobierno títere serbio de Milan Nedić. En principio, los británicos decidieron mantener su apoyo a Mihailović a pesar de las denuncias de Moscú.
El continuo respaldo del Gobierno a Mihajlović, a pesar de las noticias de los acuerdos con fuerzas del Eje en algunas regiones de algunos de sus subordinados y la reticencia de otros a enfrentarse a los alemanes e italianos minó su prestigio ante los demás Gobiernos Aliados. Las acusaciones de los comunistas contra el ministro de Defensa crearon nuevas tensiones en el gabinete. La confirmación por parte de los enlaces y del espionaje británicos de las actividades de colaboración de las fuerzas de Mihailović condujeron a un replanteamiento de la postura británica y a reuniones entre yugoslavos y británicos a finales de 1942; por el momento, Jovanović logró que los segundos reiterasen su respaldo al Gobierno provisional y a Mihailović, a pesar de los informes recibidos.
Otra de las crisis en las que se vio envuelto el Gobierno y que minaron su prestigio entre los Aliados fue el llamado «escándalo de El Cairo», en el que la rivalidad entre los altos oficiales cercanos a Simović y Mirković y el grupo de jóvenes oficiales con conexiones con la corte a través del ministro de la Corte se disputaron el control de las escasas fuerzas yugoslavas que habían escapado del país. El enfrentamiento acabó resolviéndose gracias a la intervención británica; una parte de los descontentos pasó a las filas británicas, pero esto supuso una pérdida de hombres que podían haber reforzado a Mihailović y una nueva causa de desprestigio para el Gobierno.
En junio la visita del rey a los Estados Unidos (junio-julio de 1942) produjo la firma de un acuerdo de préstamo y arriendo, una de las medidas de los yugoslavos para acabar con su dependencia original de los británicos. La postura norteamericana sobre las matanzas en el NDH y las acusaciones de colaboracionismo sobre Mihajlović limitaron, empero, el respaldo americano. La actitud estadounidense, sin embargo, parecía en principio favorable; el viaje real resultó un éxito propagandístico. Los estadounidense se negaron, por otra parte, a ayudar a los yugoslavos a establecer contacto directo con Mihailović sin intermediación británica o a enviarle suministros sin contar con la aprobación de Londres. El mismo mes de junio el Gobierno establecía relaciones formales con la Francia Libre, que fueron las mejores que sostuvo con cualquier Aliado, caracterizadas por la franqueza y la cercanía de los dos Gobiernos. Por otra parte, las conversaciones del ministro de Exteriores con el antiguo ministro de Exteriores italiano, el conde Carlo Sforza, que trataba de reunir a las fuerzas antifascistas italianas, no fueron bien vistas por algunos colegas de gabinete. El vicepresidente croata Juraj Krnjvić las calificó de traición. Ninčić, en vez de tratar de alcanzar un acuerdo fronterizo con Sforza y sus partidarios, hubo de reafirmar las exigencias territoriales yugoslavas para calmar los ánimos en el Gobierno. A pesar de los contactos entre soviéticos y yugoslavos, no se firmó tratado de alianza entre los dos países, en parte por la reticencia de los ministros eslovenos y croatas, de los británicos —que veían a los soviéticos como competidores en la zona— y del rey, que no deseaba desairar a los británicos.
Desde finales de 1942, el Gobierno exiliado se encontró en crisis permanente, incapaz de adoptar una política clara por las desavenencias de sus miembros. Los políticos yugoslavos, que habían mantenido sus diferencias personales y políticas en el exilio, fueron causando la progresiva parálisis del Gobierno, incapaz de decidirse por política alguna sin dividirse en fracciones. Sus desacuerdos internos hicieron que se mostrase incapaz de dirigir a los elementos moderados en Yugoslavia. Esta situación hizo que fuese desprestigiándose ante los británicos. Los Aliados, con sus abundantes promesas pero escasa ayuda, tampoco ayudaron al Gobierno, que no fue consciente de la importancia secundaria de Yugoslavia en el conflicto general. Gran Bretaña y Yugoslavia no estaban formalmente aliados y el Gobierno en el exilio dependía de la benevolencia y subvenciones Aliadas para su supervivencia. Entre septiembre y noviembre la mayoría de los consejos de ministros se centraron en la política exterior del Gobierno, que algunos miembros criticaban duramente.
La primera semana de 1943, el Gobierno entró en crisis, que el primer ministro superó gracias a concesiones diversas y un relevo de ministros. El número de ministros se redujo y se trató de recuperar el prestigio del Gobierno en Yugoslavia, debilitado por los comunistas, que habían ganado simpatías en las áreas de población mixta por sus acciones contra las matanzas. Los británicos presionaron al Gobierno para mostrar unidad, tratar de formar un movimiento de resistencia unificado y proclamar sus intenciones sobre el futuro de Yugoslavia. El ministro de Exteriores, Ninčić, que no había contado con el apoyo de los británicos, fue sustituido en el nuevo gabinete a solicitud de estos, de los que el rey dependía por completo. Jovanović asumió temporalmente el cargo de ministro de Exteriores.
El empeoramiento de los choques entre los chetniks y los partisanos, agravaron las relaciones entre el Gobierno yugoslavo, que defendía a los primeros, y el Gobierno soviético, que tomó partido por los segundos. Durante los primeros meses del año, los británicos comenzaron a modificar su actitud hacia las fuerzas que operaban en Yugoslavia, sin abandonar aún a Mihailović, pero comenzando ya los contactos con los partisanos. El cambio se vio facilitado por la poca estima que el Gobierno exiliado tenía ya entre los responsables políticos británicos y por las declaraciones de Mihailović de febrero que incluyeron duras críticas a los británicos. Los indicios de colaboracionismo de las fuerzas de Mihailović, que no minaron el apoyo gubernamental a este, agravaron las relaciones con los británicos. Desde comienzos de año, los británicos comenzaron a sugerir la conveniencia de que el gabinete se trasladase a El Cairo, supuestamente para estar más cerca de Yugoslavia, pero en realidad también por su creciente desilusión con el Gobierno y la corte yugoslavos.
Habiendo preparado la declaración solicitada por los británicos en mayo, Jovanović se vio obligado a dimitir por la exigencia de Krnjević de que fuese relevado para otorgar su apoyo a la misma. Jovanović dimitió el 17 de junio de 1943. Durante su periodo de Gobierno, el pasivo Jovanović se había mostrado incapaz de unificar el gabinete, acabar con los conflictos internos que lo debilitaban, mostrar una postura común hacia la resistencia, modificar la actitud de Mihailović como deseaban los británicos, abandonar su nacionalismo serbio o presentar una alternativa política a la de los partisanos. Todo un conjunto de problemas le había abrumado hasta llevarlo a la dimisión: la insolubilidad de los nacionalismos y del problema de la forma del Estado en la posguerra, su respaldo a los chetniks e incapacidad para lograr un acuerdo entre estos y los partisanos, el matrimonio del rey (al que su madre y los ministros serbios se oponían), la redacción imposible de una proclama con los objetivos del Gobierno para la posguerra, la oposición constante de los ministros croatas, las disputas entre estos y los serbios por los cargos en el extranjero, las presiones británicas para trasladarse a Egipto, las tensiones entre los británicos y Mihailović o el acercamiento de aquellos a los partisanos y su alejamiento de los chetniks y del Gobierno en exilio.

### El Gobierno de Trifunović

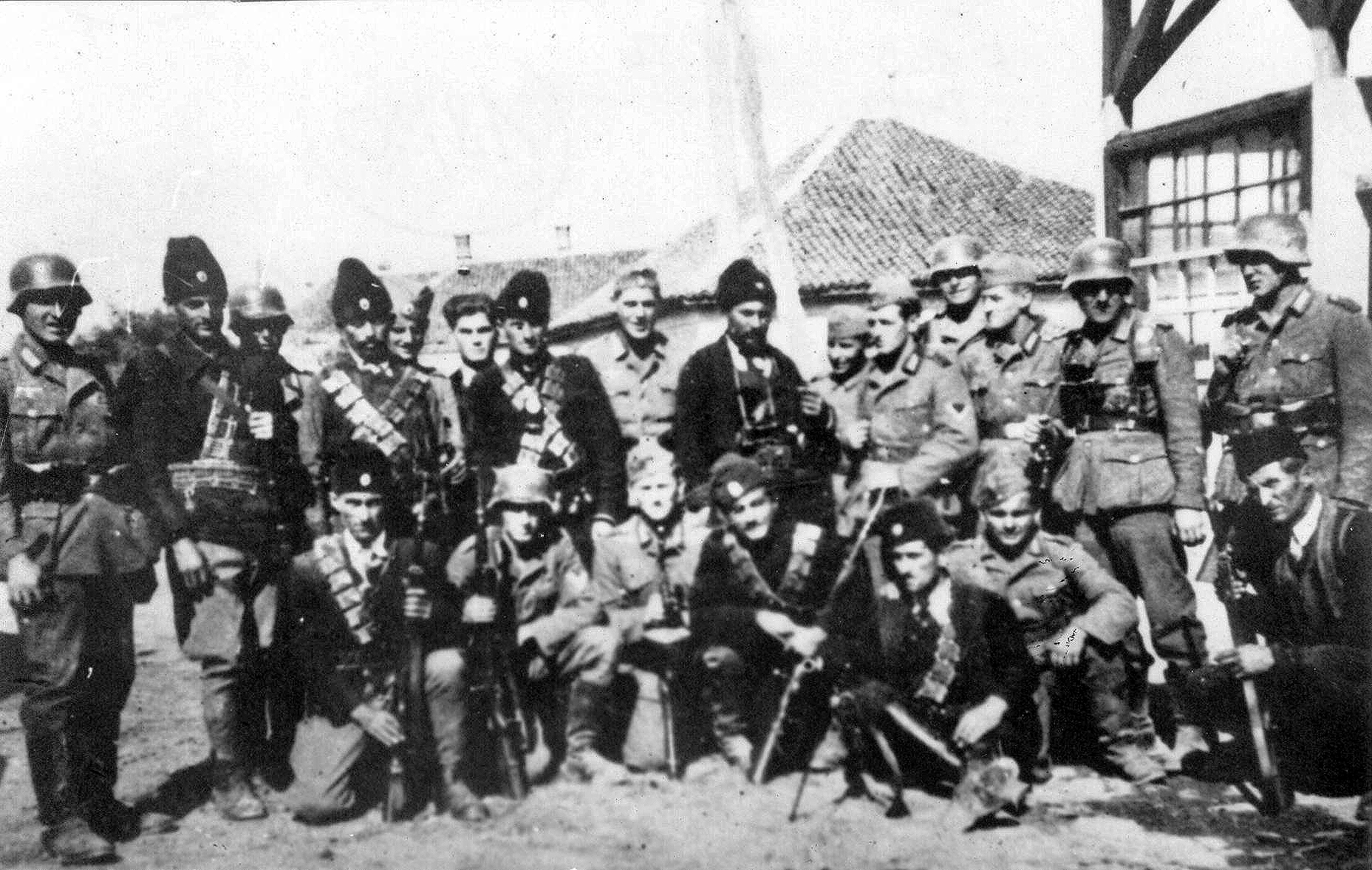
Imagen de tropas chetnik, supuestamente bajo control del Gobierno en el exilio y fieles a Dragoljub Mihajlović, confraternizando con tropas alemanas. Los acuerdos entre bandas leales a Mihajlović y las fuerzas del Eje minaron el prestigio de Mihajlović y del Gobierno en el exilio, que le continuó apoyando.

Tras dos semanas de consultas, el rey eligió como sustituto al veterano político radical Miloš Trifunović, de 72 años y alejado de la política activa desde 1927. Opuesto al Sporazum, Trifunović era un político de la vieja escuela que anteponía los intereses serbios a los del país en general. Su principal característica era la continuidad con las posturas del gabinete anterior: sin concesiones a los ministros croatas, apoyo a los chetniks y rechazo de los partisanos y las mismas relaciones con los británicos. Formó su Gobierno con dos representantes de cada partido el 26 de junio de 1943. En total, el gabinete lo formaban diez serbios, dos croatas y dos eslovenos; la crisis gubernamental creada por los croatas para forzar el relevo de Jovanović no les había beneficiado. Dispuesto a aprobar la declaración que había causado la caída del anterior gabinete, los representantes del HSS presentaron inmediatamente nuevas peticiones, incluyendo un respaldo explícito al Sporazum, que hizo que la declaración tuviese que negociarse casi desde el comienzo nuevamente.
Al principal problema de la futura estructura estatal, se unieron otros como el nombramiento de embajadores, la petición británica de que el Gobierno se trasladase a Oriente Próximo o el deseo el rey de casarse. Los Aliados ignoraron además el ambicioso plan trazado por el general Petar Živković, ministro sin cartera, para formar un ejército yugoslavo de 100 000 hombres reclutados de entre los prisioneros de guerra que, desembarcado en Dalmacia, debía servir como centro de aglutinación de las fuerzas chetniks. Incapaz de resolver estas cuestiones, Trifunović dimitió el 10 de agosto tras apenas mes y medio de gobierno. Concesiones mutuas entre los políticos serbios y croatas devolvieron inmediatamente el gobierno a Trifunović, pero ahora quedó a merced de la benevolencia del rey. La tendencia de este a dejarse influenciar por los políticos y su gusto por inmiscuirse en política le convirtieron en el centro de las maniobras de las fracciones.
El monarca agravó el caos de la administración en el exilio con su insistencia por casarse antes del final de la guerra, en contra de lo que recomendaba el Consejo de Ministros. El Gobierno de Trifunović se convirtió así en un mero gabinete de transición hasta que el soberano encontrase otro que aprobase sus esponsales. Ante el ofrecimiento de Simović de formar un nuevo Gobierno y el deseo británico de que se crease un nuevo Consejo de Ministros apolítico que estuviese dispuesto a seguir sus directrices, Trifunović aceptó proclamar el compromiso del rey para ganar tiempo. Una vez que lo hubo hecho a finales de julio de 1943, sin embargo, el soberano consideró que ya había logrado lo que deseaba de él y lo sustituyó.

### El Gobierno de Purić

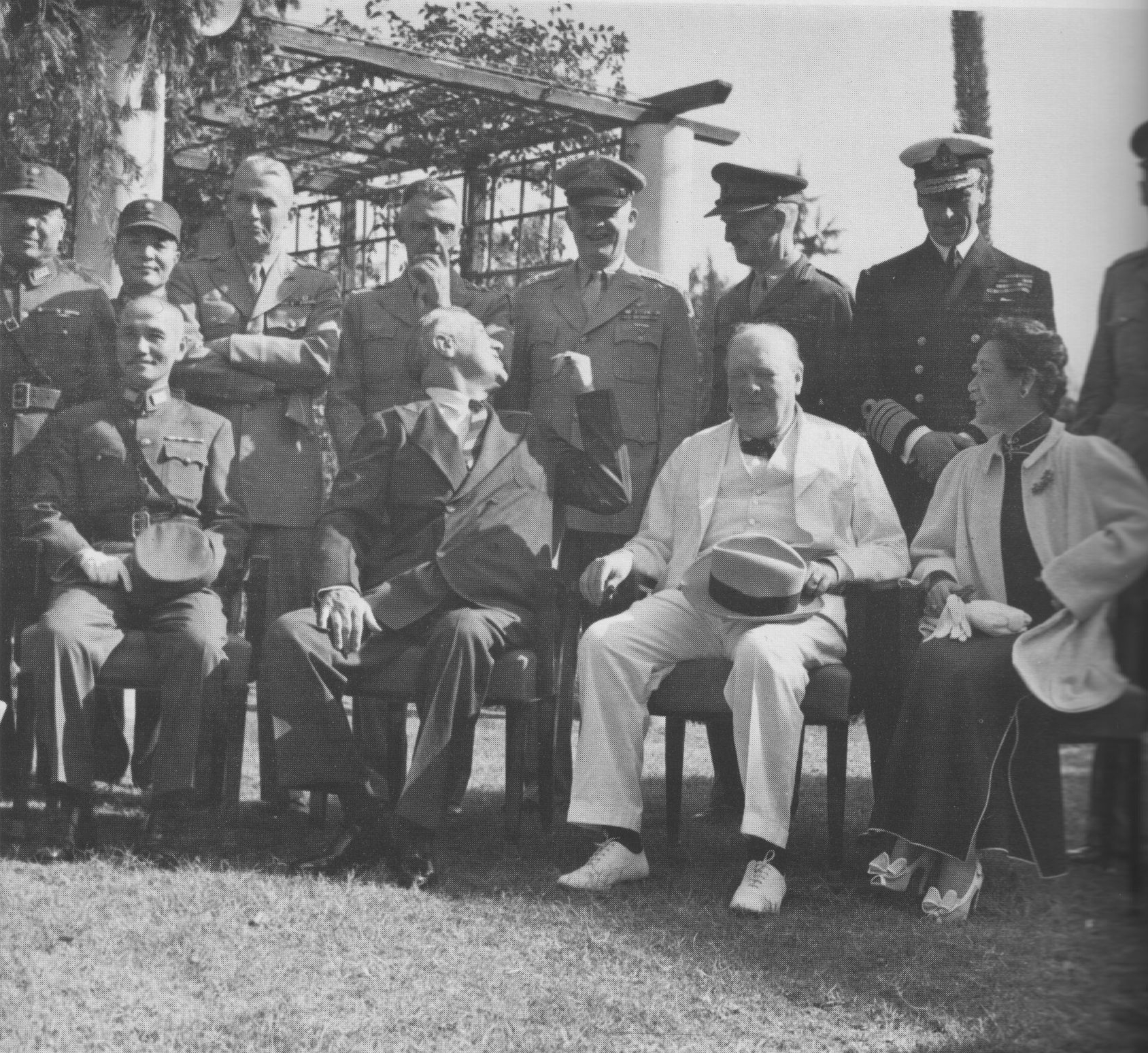
Imagen de la Conferencia de El Cairo de finales de 1943. Esta, junto con la Conferencia de Teherán y la rendición de Italia llevaron a Gran Bretaña a cambiar su política yugoslava y pasar a apoyar definitivamente a Tito frente a los chetniks.

Božidar Purić, veterano diplomático y antiguo embajador en Francia, formó el nuevo gabinete de funcionarios, dependiente como nunca del favor real. Las continuas disputas entre ministros serbios y croatas, el hartazgo británico con estas y la posibilidad de acabar con la parálisis gubernamental apartando a los políticos del gabinete habían facilitado su nombramiento. Contrario al matrimonio del rey y al deseo de Winston Churchill de que se prescindiese de Mihajlović, hubo de ceder en la primera cuestión para poder mantener el respaldo real en la segunda. Su Gobierno fue el que mayor respaldo dio a Mihajlović, principal objetivo del nuevo Gobierno. En esto continuó la estela de los Gobiernos precedentes. Su gabinete, completamente dependiente del monarca, perdió aún más prestigio ante los Aliados. Su atractivo como presidente del Gobierno a ojos del rey residía en su disposición a aprobar finalmente el casamiento del soberano, en estar dispuesto a formar un Consejo de Ministros reducido (seis miembros) y en mostrarse favorable al contrario que muchos de los ministros del Gobierno anterior a trasladarse a El Cairo, como sugerían cada vez con mayor insistencia los británicos.
A mediados de marzo de 1943, durante una visita a Londres, los británicos indicaron su deseo de que el rey reorganizase su Gobierno y prescindiese de Mihailović. El embajador británico indicó incluso el apoyo británico a la disolución del Gobierno en el exilio, que debería convertirse en una junta de tres miembros que se encargase únicamente de los funcionarios en el exilio. El 18 de marzo, en una entrevista entre Churchill y el monarca yugoslavo, quedaron claras las diferencias entre ambos acerca de Mihailović y los partisanos: mientras el primero consideraba que Mihailović reservaba sus fuerzas para luchar más adelante contra los partisanos, el soberano pensaba que mantenía una estrategia que buscaba minimizar las represalias contra la población. El rey se oponía a respaldar a Tito. En las tensiones entre Mihailović, sus subordinados y los británicos, uno de los motivos principales además de las actividades de colaboración de los primeros era el continuo intento de los últimos por controlar las operaciones militares de los yugoslavos, que el general y sus oficiales rechazaban. Los yugoslavos se negaban a someterse al mando británico, en especial ante la falta de ayuda material, el creciente apoyo a los partisanos de los británicos y la falta de operaciones militares de envergadura en el Adriático. La intransigencia de Mihailović ante las exigencias británicas y el continuo apoyo que aquel recibía del Gobierno debilitaron a ambos; los británicos, a pesar de los perjuicios a largo plazo de abandonar a los chetniks (fuerza prooccidental, anticomunista, monárquica y con gran arraigo en Serbia), decidieron otorgar prioridad a los objetivos militares, mejor servidos por los partisanos.
En agosto dimitió el embajador británico ante el Gobierno yugoslavo exiliado, George Rendel, que describió así la evolución de este:

Los yugoslavos han tenido la poca fortuna de no contar con hombres de la talla suficiente para gestionar sus problemas con valentía, amplitud de miras, sabiduría política o imaginación. El general Simović estaba desacreditado incluso antes de abandonar Yugoslavia como resultado de la capitulación. Era además estúpido, incompetente y poco de fiar. Jovanović era inteligente, pero carecía de autoridad y actuó demasiado tarde para defender su Gobierno o su postura. Trifunović carece de sus virtudes pero comparte sus defectos. El Gobierno no tiene cohesión... En cualquier caso, el obstruccionismo croata probablemente continuará paralizando cualquier acción efectiva del Gobierno. Estas dificultades probablemente continuarán sin importar dónde se establezca el Gobierno o qué combinación de ministros lo compongan.

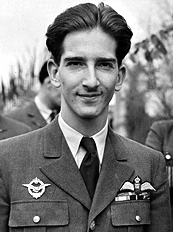
El joven rey Pedro II de Yugoslavia, entronizado a toda prisa por los golpistas del, se inmiscuyó en la política del Gobierno en el exilio, apoyando ora a los políticos ora a los funcionarios, para acabar perdiendo el poder a manos de Tito.

Tratando de acabar con la parálisis del ejecutivo, Purić abandonó la declaración de Jovanović sobre el futuro del país, se trasladó a El Cairo (29 de septiembre de 1943) y nombró un embajador en Gran Bretaña. Tanto británicos como yugoslavos se habían mostrado favorables al traslado a Egipto de los segundos. Esto, sin embargo, era también un síntoma de la pérdida de importancia del Gobierno exiliado para los británicos, que confiaban cada vez más en la posibilidad de acuerdo entre el monarca y Tito, más que en las acciones del Gobierno. El gabinete se centró en el invierno de 1943-1944 en el asunto del casamiento real, a pesar de la importancia del cambio de actitud británica respecto a las fuerzas en Yugoslavia, con el paulatino abandono de Mihailović y el reforzamiento de la ayuda a los partisanos. El problema adquiría importancia por el papel cada vez más relevante del monarca frente al menguado relieve del Gobierno en la política sobre Yugoslavia. Ante el consejo de posponer el matrimonio, el rey, consciente de la animadversión de los políticos exiliados por Purić y su Gobierno de burócratas, le amenazó con sustituirle. El primer ministro hubo de ceder y la boda real se celebró en Londres el 20 de marzo de 1944. Como gabinete de tecnócratas, sin embargo, no se atrevió a tomar decisiones importantes sobre el futuro del país, limitándose en la práctica a defender en el extranjero los intereses de Mihailović, sus partidarios y, en el fondo, los de la clase dirigente serbia.
La rendición italiana en septiembre de 1943 y las posteriores conferencias de El Cairo y Teherán en el invierno de 1943 reforzaron enormemente la posición de Tito y debilitaron la del Gobierno real. El Gobierno británico exigió que Purić alcanzase un acuerdo con los partisanos. El 7 de diciembre, en la primera entrevista tras Teherán, Anthony Eden comunicó a Purić la decisión británica de mantener el reconocimiento del Gobierno yugoslavo en el exilio a la vez que respaldaban a los partisanos en Yugoslavia. Tres días después, Churchill indicó al rey Pedro su convencimiento del colaboracionismo de Mihailović y su deseo de que fuese retirado del Gobierno yugoslavo. La presión británica para lograr la destitución de Mihailović aumentó con el tiempo pero chocó con la renuencia del rey y del Gobierno en el exilio.
En la primavera de 1944 y tras haber retirado discretamente sus misiones de enlace con Mihailović el 1 de marzo, los británicos trataron de que Tito reconociese al monarca y que este, por su parte, destituyese a Purić. El rey, alarmado, intentó volver a llamar en su ayuda a los políticos, pero estos no lograron ponerse de acuerdo para formar un nuevo Gobierno por las diferencias entre los radicales y los demócratas. El intento del monarca de recabar el respaldo de los estadounidenses para resistir la presión británica contra Purić y Mihailović resultó infructuoso. Churchill sugirió que se nombrase primer ministro al antiguo ban de Croacia y miembro del HSS, Ivan Šubašić, que viajó de Estados Unidos a Gran Bretaña para consultar con el monarca. A pesar de que Šubašić no había tomado posesión y no había decisión ninguna para nombrarlo por parte del rey, Churchill decidió comunicar el nombramiento a Tito y a la Cámara de los Comunes, lo que forzó al monarca a cumplir sus deseos. Purić era relevado una semana después del anuncio de Churchill, el 17 de mayo. El objetivo británico era eliminar al Gobierno favorable a los chetniks y su política panserbia una vez consumada la ruptura con Mihailović y tratar de sustituirlo con otro que fuese capaz de pactar con los partisanos y asegurar una Yugoslavia monárquica y aliada tras la guerra.

### El Gobierno de Šubašić

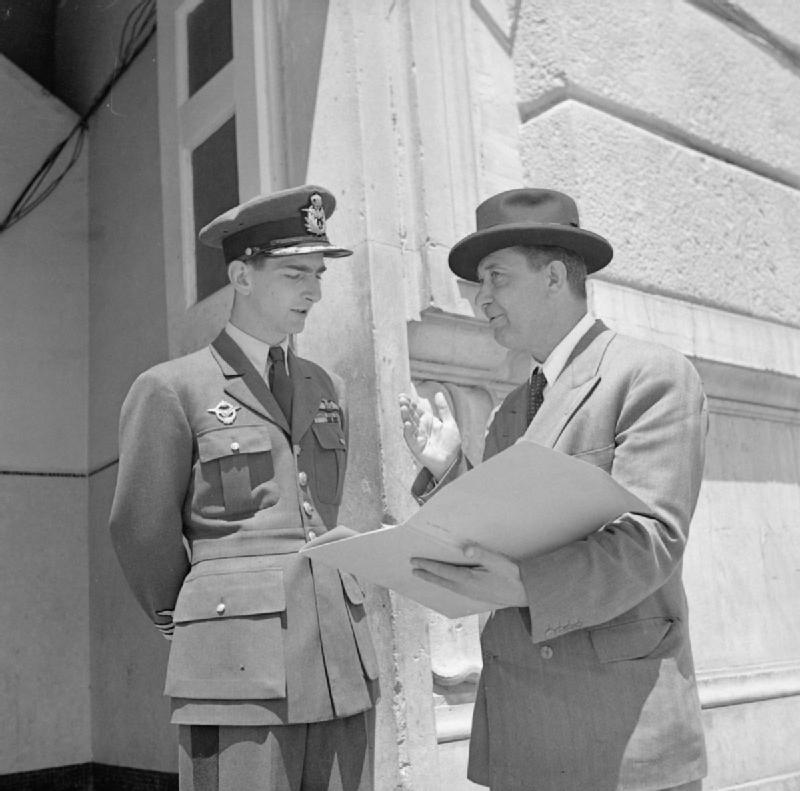
Pedro II y el último presidente del Gobierno en exilio, el político croata Ivan Šubašić. El monarca se opuso en vano a los acuerdos de Šubašić con Tito que, junto con la victoria militar partisana en Yugoslavia, condujeron al fin del Gobierno en el exilio y más tarde a la abolición de la monarquía en el país.

Šubašić tomó posesión como único miembro de un nuevo Gobierno real el 1 de junio de 1944. Dispuesto a negociar con Tito, pues se le había nombrado con este propósito, teniendo en cuenta su posición destacada en el HSS, su lealtad a la dinastía, su moderación en comparación con otros políticos croatas y su anterior experiencia en mediar en situaciones complicadas. Su nombramiento, sin embargo, había costado meses de presión británica sobre el soberano yugoslavo y la expresión clara de que la continuidad del apoyo británico al Gobierno dependía de la eliminación de Mihailović del Consejo de Ministros.
Diez días después de su nombramiento, voló al Adriático para reunirse en una isla con Tito y tratar de crear un Gobierno de coalición. Tito se mostró dispuesto a no tratar el tema de la forma de Estado hasta después de la guerra y Šubašić, por su parte, reconoció que la administración de los partisanos era la única admitida en territorio yugoslavo. El ejército partisano sería el único reconocido como ejército oficial yugoslavo. Šubašić prometió además formar un gabinete de figuras progresistas que no se hubiesen opuesto a la organización de Tito y dedicarse a recabar apoyo para este en el extranjero. El acuerdo se firmó el 16 de junio, sin que Šubašić hubiese consultado a nadie, ni siquiera al rey. En la práctica el acuerdo constituía una capitulación total ante Tito a cambio de meras concesiones de forma por parte de este.

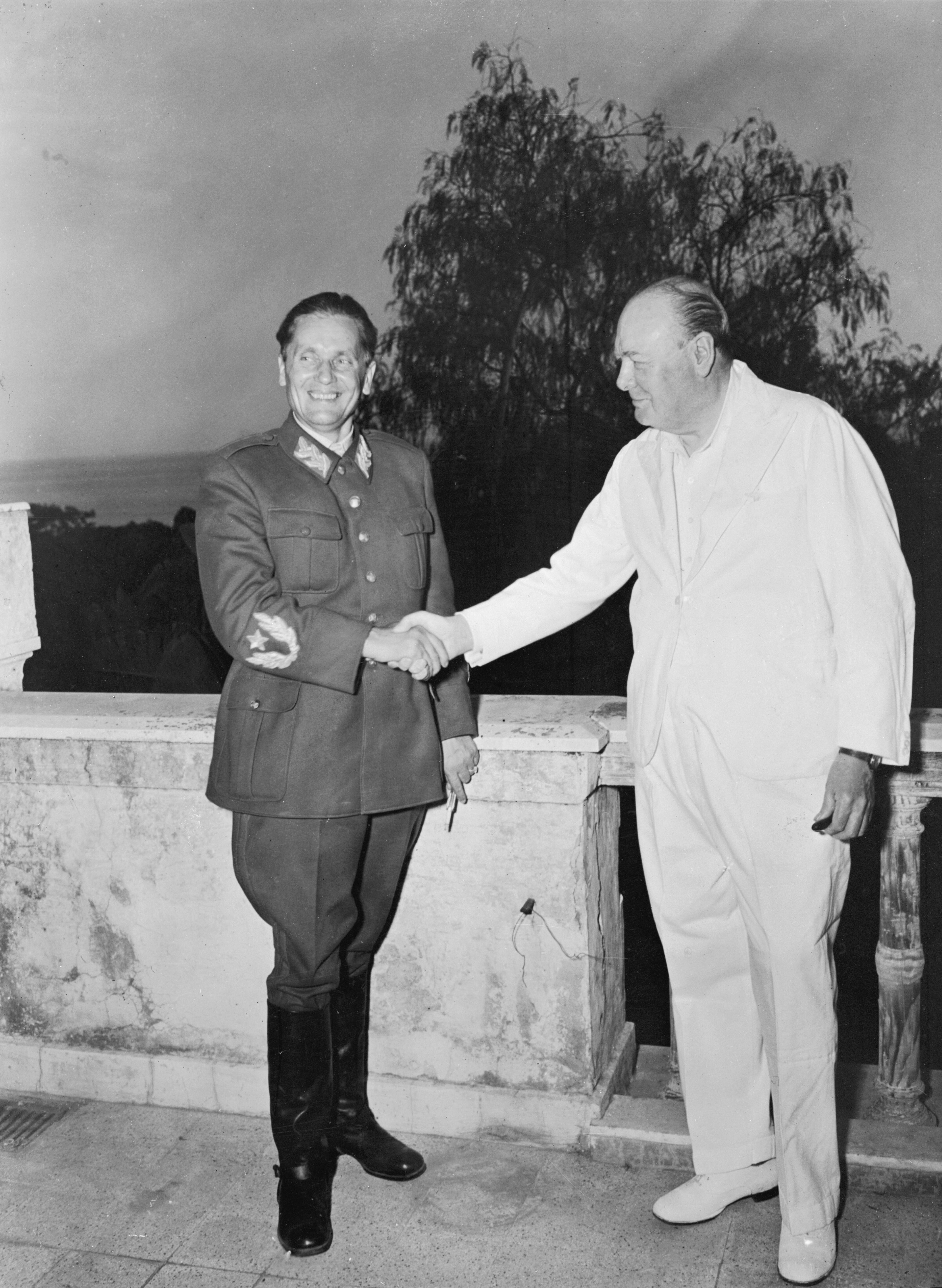
Tito, izquierda, junto a Churchill en el Mediterráneo en 1944. Churchill forzó al rey a llegar a un acuerdo con Tito que, en la práctica, supuso el fin de la monarquía y del Gobierno en el exilio.

A su vuelta, Šubašić formó un gabinete de cinco ministros, entre los que se contaban dos sugeridos por el propio Tito y donde Mihailović perdió su tradicional Ministerio de Defensa. Este, aunque se negó a reconocer al nuevo Gobierno, siguió proclamando su fidelidad al rey.
En agosto la administración fue purgada de aquellos hostiles a los partisanos. El 29 de agosto, se le retiraba el cargo de jefe del Estado Mayor a Mihailović. El 12 de septiembre, el rey solicitaba por radio el apoyo de la población para Tito. Los intentos de los partidarios de los chetniks y de parte de los políticos croatas y eslovenos de oponerse a los acuerdos entre el primer ministro y Tito fracasaron ante el respaldo que recibieron de las grandes potencias Aliadas.
Desde finales del verano de 1944, la política británica hacia Yugoslavia sufrió un cambio relativo: ante la desilusión de Churchill con Tito en su entrevista de agosto, los británicos trataron de mantener una cierta influencia en la situación de posguerra, bien a través de acuerdos sobre zonas de influencia con los soviéticos bien buscando la formación de un Gobierno de coalición que contuviese políticos filobritánicos. Los EE. UU., que habían apoyado militar pero no políticamente a Tito, mantuvieron su respaldo al Gobierno en el exilio a la vez que sostenían militarmente a Tito. La intervención estadounidense en la política yugoslava, no obstante, fue siempre secundaria, y solo aumentó a finales de 1944 por insistencia de los británicos.
Šubašić se reunió con Tito en Belgrado y rubricó un nuevo acuerdo el 1 de noviembre. Según este, el rey no regresaría al país hasta la celebración de un plebiscito sobre el mantenimiento de la monarquía y delegaría sus poderes en una junta de regencia de tres miembros que se nombraría mediante un acuerdo con Tito. Se crearía un nuevo Gobierno a partir del de Šubašić y del comité controlado por Tito; en este nuevo gabinete, sin embargo, Tito contaría con el doble de ministros que Šubašić. A su regreso a Londres, el rey se negó al principio a admitir el acuerdo y despidió a Šubašić el 23 de enero de 1945. Sin embargo, ante la presión británica, hubo de llamarle nuevamente seis días más tarde y aceptar la regencia. Los británicos estaban insatisfechos con el acuerdo que, en su opinión, acrecentaba en exceso el poder de Tito, pero lo consideraban como inevitable.
Dos semanas más tarde Šubašić y sus ministros partieron hacia Belgrado. El 7 de marzo, se formó el nuevo Consejo de Ministros de coalición en el que Tito controlaba veinticinco de las veintiocho carteras ministeriales y desaparecía el Gobierno monárquico en el exilio.

## Conclusiones
En la mayoría de los gabinetes del exilio yugoslavo, el poder quedó en manos de los serbios del antiguo reino. Tanto el puesto de jefe del Estado Mayor como las embajadas en las capitales de las tres principales potencias Aliadas los ocupaban serbios; treinta y seis de los ministros del periodo fueron serbios del antiguo reino, once serbios de otros territorios, once croatas y siete eslovenos. Otra característica fundamental de los sucesivos Gobiernos fue la gran y creciente influencia británica. Estos, desilusionados ya con el primer gabinete del general Simović, mantuvieron su escepticismo con sus sucesores al frente del Consejo de Ministros sobre su capacidad para acabar con las rencillas entre sus miembros, definir sus objetivos bélicos y proponer un plan para la posguerra. A las tensas relaciones entre yugoslavos y británicos se unieron las malas relaciones entre aquellos y los soviéticos.
Los exiliados no solo tuvieron que hacer frente a la pérdida del gran prestigio inicial ganado gracias al golpe de Estado debido a la rápida derrota militar, sino que heredaron los graves problemas que el país sufría en el periodo de entreguerras (problema de los nacionalismos, de la hegemonía serbia en la política nacional, de la corrupción y de la crisis económica). Se perpetuó en los gabinetes el enfrentamiento entre los políticos serbios, que deseaban culpar de la derrota a los croatas y retomar su posición de preeminencia tras la guerra, y los croatas, que trataban de defenderse de las acusaciones de derrotismo y de la autoría de las matanzas de población serbia en el nuevo NDH. Para los políticos croatas, la base de la organización política de posguerra debía ser el Sporazum de 1939. Los exiliados, incapaces de comprender los cambios que había traído la guerra, continuaron anclados en el periodo de entreguerras. Los desacuerdos impidieron resolver el problema de los nacionalismos. A estos problemas heredados se unieron los que trajo la contienda: las matanzas de serbios en el NDH, que enconaron la oposición de serbios y croatas, las de croatas y musulmanes a manos de los chetniks o la aparición de dos movimientos de resistencia a los ocupantes (los partisanos yugoslavos dirigidos por el Partido Comunista de Yugoslavia y el Ejército Yugoslavo en la Patria, progubernamental). Las diferencias no se limitaban a los políticos, los oficiales exiliados también se dividieron entre los más veteranos y los más jóvenes, que anhelaban en vano un papel más destacado en los asuntos de Gobierno.